# Ана нікого
«Ана нікого» (ісп. Ana de nadie) — колумбійський теленовела 2023 року, створений компанією Estudios RCN і транслюваний телеканалом Canal RCN. Він заснований на теленовеклі 1993 року «Коханка Ізабель», створеному Бернардо Ромеро Перейро та Монікою Агудело. В головних ролях — Паола Турбай, Себастьян Карвахаль і Хорхе Енріке Абелло. Він виходив в ефір з 1 березня по 25 липня 2023 року в 94 епізодах.

## Сюжет
Ана Окампо — 50-річна жінка, якій доведеться зіткнутися з розлученням після того, як вона дізнається, що її чоловік Орасіо зраджує набагато молодшій жінці Аделаїді Гомес. Посеред своєї самотності Ана виявляє, що розірвання шлюбу стане для неї другим шансом, оскільки вона насолоджується своїм новим життям і стає сильнішою жінкою. Зрештою вона зустрічає Хоакіна Кортеса, який після зустрічі з Аною запевняє її, що вона — жінка його життя. Тим часом Орасіо розуміє, що розрив стосунків з Аною був помилкою.

## У ролях
| Актор               | Роль                    |
| ------------------- | ----------------------- |
| Паола Турбай        | Ана Окампо              |
| Себастьян Карвахаль | Хоакін Кортес           |
| Хорхе Енріке Абелло | Орасіо Валенсуела       |
| Лора Арчболд        | Аделаїда Гомес          |
| Джуді Енрікес       | Долорес Віуда де Окампо |
| Рамістеллі Еррера   | Емма Валенсуела         |
| Карлос Баес         | Педро Валенсуела        |
| Іленія Антоніні     | Флоренсія Валенсуела    |
| Адріана Ромеро      | Геновева Серрано        |
| Адріана Аранго      | Віолета Давіла          |
| Лучо Веласко        | Бенхамін Лемус          |
| Андрес Торо         | Лучано Укросс           |
| Діана Вісвелл       | Оріана Кастро           |
| Каміла Зарате       | Магдалена Зеа           |
| Семюель Монтальво   | Тео Кортеса             |
| Кармен Роза Франко  | Урсула Рохас            |
| Лаура Ернандес      | Ксімена Рохас           |

## Нагороди та номінації
Premios PRODU 2023
- Найкраща теленовела (Ана нікого)
- Номінація за найкращу жіночу роль — теленовели та серіали (Паола Турбай)
- Номінація за найкращу чоловічу роль — теленовели та серіали (Хорхе Енріке Абелло)

## Інші версії
- 1993 — Коханка Ізабель (ісп. Señora Isabel), колумбійська теленовела виробництва каналу Canal A. У головних ролях Джуді Енрікес і Луїс Меса.
- 1997 — Погляд жінки (ісп. Mirada de mujer), мексиканська теленовела виробництва компанії TV Azteca. У головних ролях Анжеліка Арагон, Арі Телч і Фернандо Лухан
- 2001 — Ніколи не говори — Прощавай (порт. Nunca Digas Adeus), португальська теленовела виробництва TVI. У головних ролях Лідія Франко, Тозе Мартінью та Нуну Омем де Са.
- 2007 — Вікторія (ісп. Victoria), колумбійська теленовела виробництва RTI Producciones, Telemundo і Caracol Televisión. У головних ролях Вікторія Руффо, Артуро Пеніше, Маурісіо Охманн та Андреа Лопес.
- 2021 — Якщо нам дозволять (ісп. Si nos dejan), мексиканська теленовела виробництва W Studios і Televisa. У головних ролях Майрін Вільянуева та Маркус Орнеллас.